# Marek Buchowicz
Marek Buchowicz (ur. 19 lutego 1977) – polski basista, muzyk sesyjny.
Absolwent Wydziału Jazzu i Muzyki Rozrywkowej Akademii Muzycznej w Katowicach. Współpracuje z takimi artystami jak m.in. Magda Steczkowska i Indigo, Andrzej Piaseczny, Monika Brodka, Natalia Lesz, Novika, Dominika Kurdziel, Janusz Radek.